# Hickelia africana
Hickelia africana är en gräsart som beskrevs av Soejatmi Dransfield. Hickelia africana ingår i släktet Hickelia och familjen gräs. Inga underarter finns listade i Catalogue of Life.